# Milagros del santo

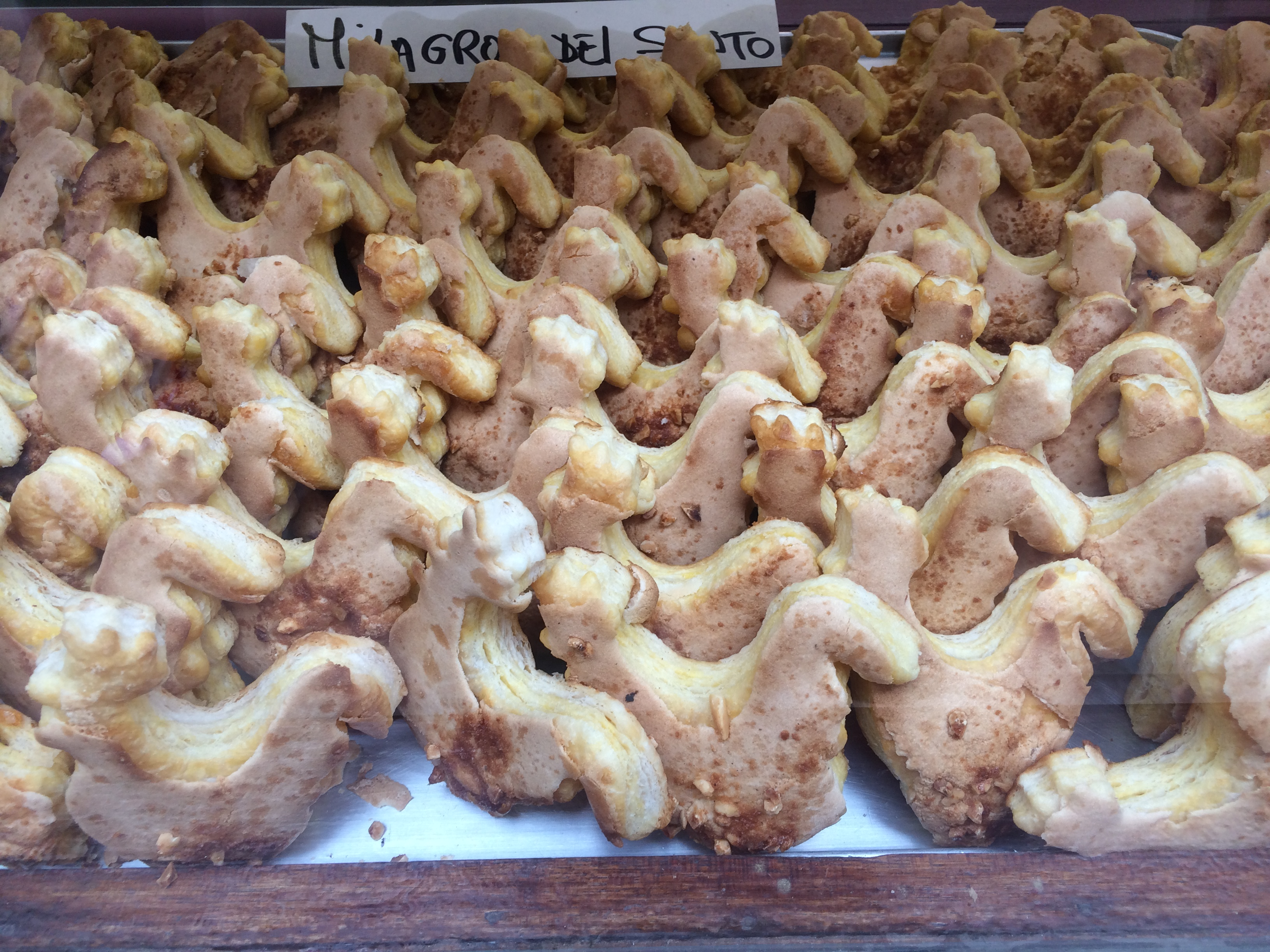
Milagros del Santo procedente de Santo Domingo de la Calzada (La Rioja).

Los Milagros del Santo son preparaciones reposteras proceentes del municipio riojano de Santo Domingo de la Calzada. Se trata de una galleta en forma de gallina que rememora el milagro del Santo: Domingo de la Calzada.